# Хавански синдром
Хаванският синдром е съвкупност от идиопатични симптоми, изпитвани от държавни служители и военен персонал на САЩ, предимно при техни пребивавания в чужбина. Симптомите варират по тежест от болка и звънене в ушите до когнитивна дисфункция. За първи път такива симптоми са докладвани през 2016 г. от служители на американското и канадското посолство в Хавана, Куба . В началото на 2017 г. все повече хора, включително служители на американското разузнаване и военнослужещи и техните семейства, съобщават за тези симптоми на други места, като Китай, Ню Делхи, Индия, Европа и Вашингтон, окръг Колумбия. Държавният департамент на САЩ, Министерството на отбраната и други федерални структури наричат събитията "аномални здравни инциденти" (AHI). От над хиляда предполагаеми случая повечето американски разследващи органи са установили, че само няколко десетки случая са подозрителни.
След като историята добива публичност, различни представители на американското правителство приписват инцидентите на атаки от неидентифицирани злонамерени чуждестранни страни, а различни американски служители приписват вината за симптомите на различни неидентифицирани и неизвестни технологии, включително ултразвукови и микровълнови оръжия. Други възможности, например натравяне с пестициди, също са обсъдени но всички предположения остават със спекулативен характер, тъй като за тяхното потвърждение не са открити безспорни доказателства. С развитието на историята и невъзможността на разузнавателните служби на САЩ да определят причината за симптомите, американските разузнавателни и правителствени служители изразяват пред пресата подозрения, че отговорност носи руското военно разузнаване. Поради липсата на доказателства, честотата на проявяване на симптомите и разпространението им из много географски локации някои учени лансират алтернативната хипотеза за масово психогенно заболяване като истинска причина за случаите.
През януари 2022 г. Централното разузнавателно управление публикува междинна оценка, в която се заключава, че синдромът не е резултат от „продължителна глобална кампания от враждебна сила“. Чуждестранно участие е изключено в 976 случая от 1000. През февруари 2022 г. експертна група, съставена от администрацията на Байдън, публикува резюме, в което се посочва, че стресът или психосоматичните реакции не могат да обяснят някои от разгледаните случаи на хаванския синдром и че някои от оплакванията от пострадалите биха могли да бъдат причинени от радиовълни. Приблизително по същото време Държавният департамент възлага на консултативната група JASON да проучи причината за появата на симптомите, свързани с хаванския синдром. През февруари 2022 г. Държавният департамент публикува доклада на JASON, в който се посочва, че е малко вероятно насочена енергийна атака да е причинила здравословните инциденти.
През март 2023 г. седем американски разузнавателни агенции завършват прегледа на някои случаи на хаванския синдром и публикуват некласифициран доклад с консенсуса, че „наличните разузнавателни данни последователно сочат против участието на противници на САЩ в причиняването на докладваните инциденти“ и че участието на чуждестранен противник би било „много малко вероятно“. Въпреки този доклад, финансираните от Пентагона експерименти, които се опитват да пресъздадат синдрома на Хавана при животни, като ги излагат на радиочестотни вълни за продължителни периоди, продължават.

## Критика на медийното отразяване
През януари 2022 г. Райън Купър критикува отразяването на темата в новините, като пише в The Week, че е „срам за многото журналисти и членове на Конгреса, които подклаждат подстрекателски, неправдоподобни твърдения относно магическите руски лъчеви пушки“. 
Робърт Бартоломю, медицински социолог, специализиран в масови психогенни заболявания, отхвърля съобщенията в 60 Minutes за „пушещ пистолет“, свързващ синдрома на Хавана с чужда сила или технология: „има само дим и огледала, генерирани от лоша наука и лоша журналистика“.  В интервю за NPR, Натали Шуре от The New Republic ' споделя, че е „червен флаг“ по отношение на достоверността й, фактът, че „тази история се прокарва почти изключително от репортери по националната сигурност, а не от хора, които докладват по здравни теми“.
Психологът Стюарт Вайс съобщи, че медийното отразяване на проучванията на JAMA затвърждава идеята, че служителите на посолствата са претърпели мозъчни увреждания и че ако тълкуването на хаванския синдром за масово психогенно заболяване е правилно, това може да създаде пречки пред възстановяването, защото „хора, които си мислят, че са страдали мозъчно нараняване е вероятно да приемат, че ще бъдат трайно засегнати и да припишат всички симптоми, които изпитват, на увредения си мозък. За разлика от това, приемането на психогенната интерпретация може да улесни възстановяването." 

## Експериментиране с животни
През март 2023 г. Politico съобщава, че американската армия е финансирала с $750 000 държавния университет Уейн за проучване за излагане на 48 порове на радиочестотни вълни, сравнявайки ефектите с контролна група порове; Министерството на отбраната описва проекта като опит за „разработване и тестване на нов лабораторен животински модел, който да имитира леки контузии на главата“, подобни на тези, докладвани от персонала на посолствата в Хавана и Китай. Politico съобщава също, че Министерството на отбраната на САЩ наскоро е тествало радиочестотни вълни върху нечовекоподобни примати. В отговор на това, групата за защита на правата на животните PETA отпраща искане към Пентагона да прекрати тестовете върху живи животни във връзка с проучвания, свързани със симптомите на Хаванския синдром.

## Препратки
1. ↑  Havana syndrome might be the result of energy pulses //  Lancet 396 (10267).   December 2021. DOI:10.1016/S0140-6736(20)32711-2. с. 1954.
2. ↑  The world this week, Oct 16th 2021 edition – Politics //  The Economist.    Архивиран от оригинала на August 18, 2022. Посетен на October 15, 2021.
3. ↑  Explained: CIA officer on India trip reports Havana Syndrome; what is known about its symptoms and causes so far //   Посетен на February 21, 2022.
4. ↑  Strobel, Warren P. Havana Syndrome Attacks Widen With CIA Officer's Evacuation From Serbia //  The Wall Street Journal.   September 28, 2021.  Архивиран от оригинала на August 9, 2022. Посетен на September 28, 2021.
5. ↑  Anomalous Health Incidents and the Health Incident Response Task Force //   United States Department of State, November 5, 2022.  Архивиран от оригинала на December 17, 2022. Посетен на December 11, 2022.
6. ↑  FY2022 NDAA: Care for Anomalous Health Incident Victims //   Congressional Research Service, February 7, 2022.  Архивиран от оригинала на December 12, 2022. Посетен на December 12, 2022.
7. ↑  'Havana syndrome' not caused by foreign adversary, US intelligence says //   March 1, 2023.  Архивиран от оригинала на March 2, 2023. Посетен на March 2, 2023.
8. ↑  CUBA Unexplained Events Investigation - Final Report.   Centers for Disease Control and Prevention, December 3, 2019.  Архивиран от оригинала на April 22, 2021. Посетен на May 10, 2021.Centers for Disease Control and Prevention. December 3, 2019.  (PDF) from the original on April 22, 2021. Retrieved May 10, 2021.
9. ↑  CIA says 'Havana Syndrome' not result of sustained campaign by hostile power //   NBC News, January 20, 2022.  Архивиран от оригинала на January 28, 2022. Посетен на January 20, 2022.
10. ↑  John Hudson & Shane Harris, CIA station chief in Vienna recalled amid criticism of management and handling of mysterious 'Havana Syndrome' incidents Архив на оригинала от септември 27, 2021 в Wayback Machine., Washington Post (September 23, 2021).
11. 1 2  Katie Bo Williams & Jeremy Herb, US investigating possible mysterious directed energy attack near White House Архив на оригинала от април 29, 2021 в Wayback Machine., CNN (April 29, 2021).
12. ↑  Havana syndrome: Exposure to neurotoxin may have been cause, study suggests //   September 19, 2019.  Архивиран от оригинала на September 20, 2019. Посетен на September 20, 2019.
13. ↑  Greg Myre, CIA Recalls Vienna Station Chief In Move Related to Handling of 'Havana Syndrome' Архив на оригинала от ноември 20, 2021 в Wayback Machine., NPR (September 24, 2021).
14. ↑  Russian spy unit suspected of directed-energy attacks on U.S. personnel //  Politico.   May 10, 2021.  Архивиран от оригинала на May 11, 2021. Посетен на May 11, 2021.
15. ↑  Adam Entous. Are U.S. Officials Under Silent Attack? //   May 31, 2021.  Архивиран от оригинала на June 1, 2021. Посетен на June 4, 2021. Top officials in both the Trump and the Biden Administrations privately suspect that Russia is responsible for the Havana Syndrome. Their working hypothesis is that agents of the G.R.U., the Russian military's intelligence service, have been aiming microwave-radiation devices at U.S. officials to collect intelligence from their computers and cell phones, and that these devices can cause serious harm to the people they target.
16. ↑  A Declassified State Department Report Says Microwaves Didn't Cause "Havana Syndrome" //  BuzzFeed News.   September 30, 2021.  Архивиран от оригинала на September 30, 2021. Посетен на September 30, 2021.
17. ↑  Baloh, Robert W., Bartholomew, Robert E. Havana Syndrome: Mass Psychogenic Illness and the Real Story Behind the Embassy Mystery and Hysteria.   Springer International, 2020. ISBN 9783030407469.  Архивиран от оригинала на March 3, 2023. Посетен на October 21, 2021.
18. ↑  Шаблон:Cite bioRxiv
19. ↑  Barnes, Julian E. Most 'Havana Syndrome' Cases Unlikely Caused by Foreign Power, C.I.A. Says //  The New York Times.   January 20, 2022.  Архивиран от оригинала на January 29, 2022. Посетен на January 21, 2022.
20. ↑  CIA says 'Havana Syndrome' not result of sustained campaign by hostile power //   NBC News. Посетен на January 20, 2022. (на английски)
21. ↑  Barnes, Julian E. Panel Says Some Havana Syndrome Cases May Stem From Radio Energy //  The New York Times.   February 2, 2022.  Архивиран от оригинала на February 3, 2022. Посетен на February 4, 2022.
22. ↑  An Analysis of Data and Hypotheses Related to the Embassy Incidents //  state.gov.   United States Department of State. Посетен на October 19, 2022. (на американски английски)
23. ↑  Wong, Julia Carrie. 'Havana syndrome' not caused by foreign adversary, US intelligence says //  The Guardian.   Посетен на March 2, 2023.
24. ↑  Harris, Shane. 'Havana syndrome' not caused by energy weapon or foreign adversary, intelligence review finds //  The Washington Post.   March 1, 2023.  Архивиран от оригинала на 1 March 2023. Посетен на March 2, 2023.
25. 1 2 3 4  Seligman, Lara. The Pentagon is funding experiments on animals to recreate 'Havana Syndrome' //  Politico.   Посетен на 18 March 2023.
26. ↑  Cooper, Ryna. A fake Russian ray gun destroyed the media's BS detector //  The Week.   January 20, 2022.  Архивиран от оригинала на April 15, 2022. Посетен на April 15, 2022.
27. ↑  Bartholomew, Robert. 60 Minutes Whips Up 'Havana Syndrome' Hysteria, Airs Sensational Segment on White House 'Attacks' //  Australian Skeptics.   2021.  Архивиран от оригинала на May 8, 2022. Посетен на April 15, 2022.
28. ↑  Martin, Michael. The danger of pushing the foreign attack theory for 'Havana Syndrome' //   NPR, January 23, 2022.  Архивиран от оригинала на April 15, 2022. Посетен на April 15, 2022.
29. ↑  Vyse, Stuart. Mass Psychogenic Illness: The Unacceptable Diagnosis //  skepticalinquirer.org.   CFI. Посетен на 21 August 2023.
30. ↑  Best, Paul. PETA asks Pentagon to cease animal testing related to 'Havana syndrome' //  Fox News.   Посетен на 19 March 2023.
31. ↑  Wiśniewska, Maggie. Letter from PETA to the Honorable Christine Wormuth //   PETA. Посетен на 14 April 2023.

|  | Тази страница частично или изцяло представлява превод на страницата Havana syndrome в Уикипедия на английски. Оригиналният текст, както и този превод, са защитени от Лиценза „Криейтив Комънс – Признание – Споделяне на споделеното“, а за съдържание, създадено преди юни 2009 година – от Лиценза за свободна документация на ГНУ. Прегледайте историята на редакциите на оригиналната страница, както и на преводната страница, за да видите списъка на съавторите. ВАЖНО: Този шаблон се отнася единствено до авторските права върху съдържанието на статията. Добавянето му не отменя изискването да се посочват конкретни източници на твърденията, които да бъдат благонадеждни. |